# Rosignano Monferrato
Rosignano Monferrato – miejscowość i gmina we Włoszech, w regionie Piemont, w prowincji Alessandria.
Według danych na styczeń 2010 gminę zamieszkiwały 1704 osoby przy gęstości zaludnienia 88,7 os./1 km².